# 戴嗣源
戴嗣源，清朝末年中国民族实业家，曾创办当时中国最大的内河航运企业，是中国内河航运船王。

## 生平
浙江镇海县人。1891年，在上海创办戴生昌轮船局，是中国本土最早创办的轮船客运企业。是李鸿章的幕僚，曾支援淮军，以轮船运输武器赴台湾，抗击法军侵台，因军功被清廷赐同知，三品衔赏戴花翎，并被清廷委办筹助粮捐，监修兵轮，与晚清政府关系紧密。
后因清廷苛捐杂税而犯事，举家迁居台湾，因当时台湾在日本治下，因而又入日本籍。其子戴玉书、孙戴振武亦入日本籍，以台湾为企业基地，继续经营家族企业。曾孙戴云龙，美籍华人机械工程教授。

## 戴生昌轮船局
1891年创立，是中国第一家内河轮船公司，初仅开通上海至杭州专线，后航线遍布长三角地区。创办初期为货运勤业，并助清政府运输粮饷、武器和官兵。后转为主营民运客运航线。大清光绪二十一年（1895年），开通上海至苏州客运专线，在上海北苏州路苏州河北岸和苏州阊门吊桥设有专门码头。1895年，又开设上海与湖州间的航线。1896年，航线大致覆盖长三角主要内河航运线。清光绪二十七年（1901年），航线北上拓展至清江浦，并沿长江而上拓展至湖南，在长沙设有码头。当时拥有火轮余二十艘，客轮七艘，是中国最大民族内河航运企业。